# Elk Point (Alberta)
Elk Point es un pueblo canadiense situado en la provincia de Alberta.

## Superficie
Elk Point tiene una superficie de 4,91 km².

## Demografía
En 2021, tenía 1399 habitantes, una densidad poblacional de 284,7 hab./km², y 683 viviendas.